# Cantonul Laguiole
Cantonul Laguiole este un canton din arondismentul Rodez, departamentul Aveyron, regiunea Midi-Pyrénées, Franța.

## Comune
| Comune            | Populație (1999) | Cod poștal | Cod INSEE |
| ----------------- | ---------------- | ---------- | --------- |
| Cassuéjouls       | 153              | 12210      | 12058     |
| Curières          | 264              | 12210      | 12088     |
| Laguiole          | 1 248            | 12210      | 12119     |
| Montpeyroux       | 550              | 12210      | 12156     |
| Soulages-Bonneval | 235              | 12210      | 12273     |